# Taufbecken St-Aignan (Arthies)

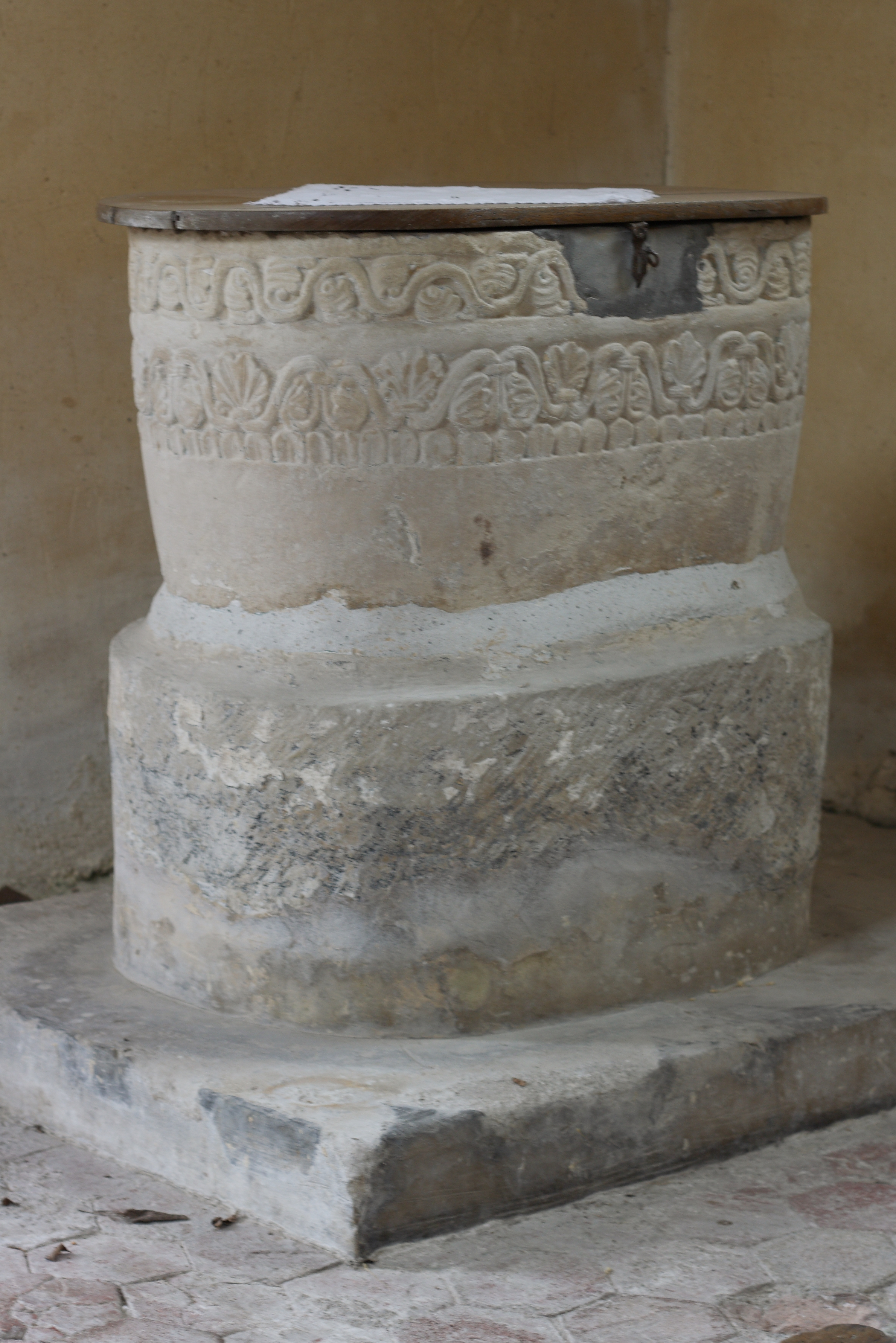
Taufbecken in Arthies

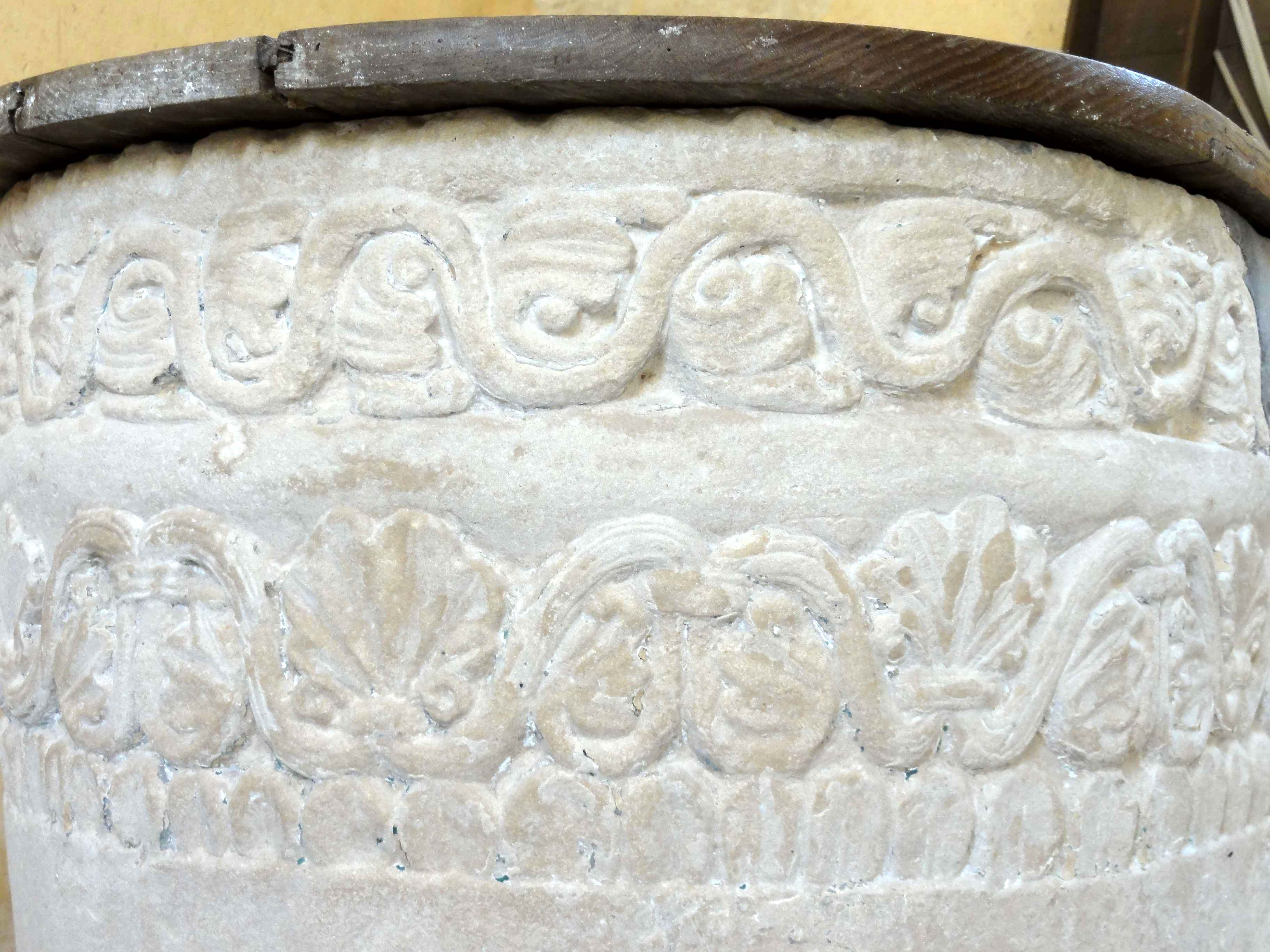
Detail mit Reliefs

Das Taufbecken in der katholischen Kirche St-Aignan in Arthies, einer französischen Gemeinde im Département Val-d’Oise in der Region Île-de-France, wurde im 12. Jahrhundert geschaffen. 
Im Jahr 1908 wurde das romanische Taufbecken als Monument historique in die Liste der geschützten Objekte (Base Palissy) in Frankreich aufgenommen.
Das ovale und 87 cm hohe Taufbecken aus Stein besitzt zwei umlaufende Bänder mit pflanzlichen Motiven.